# Gefängniskirche Tegel

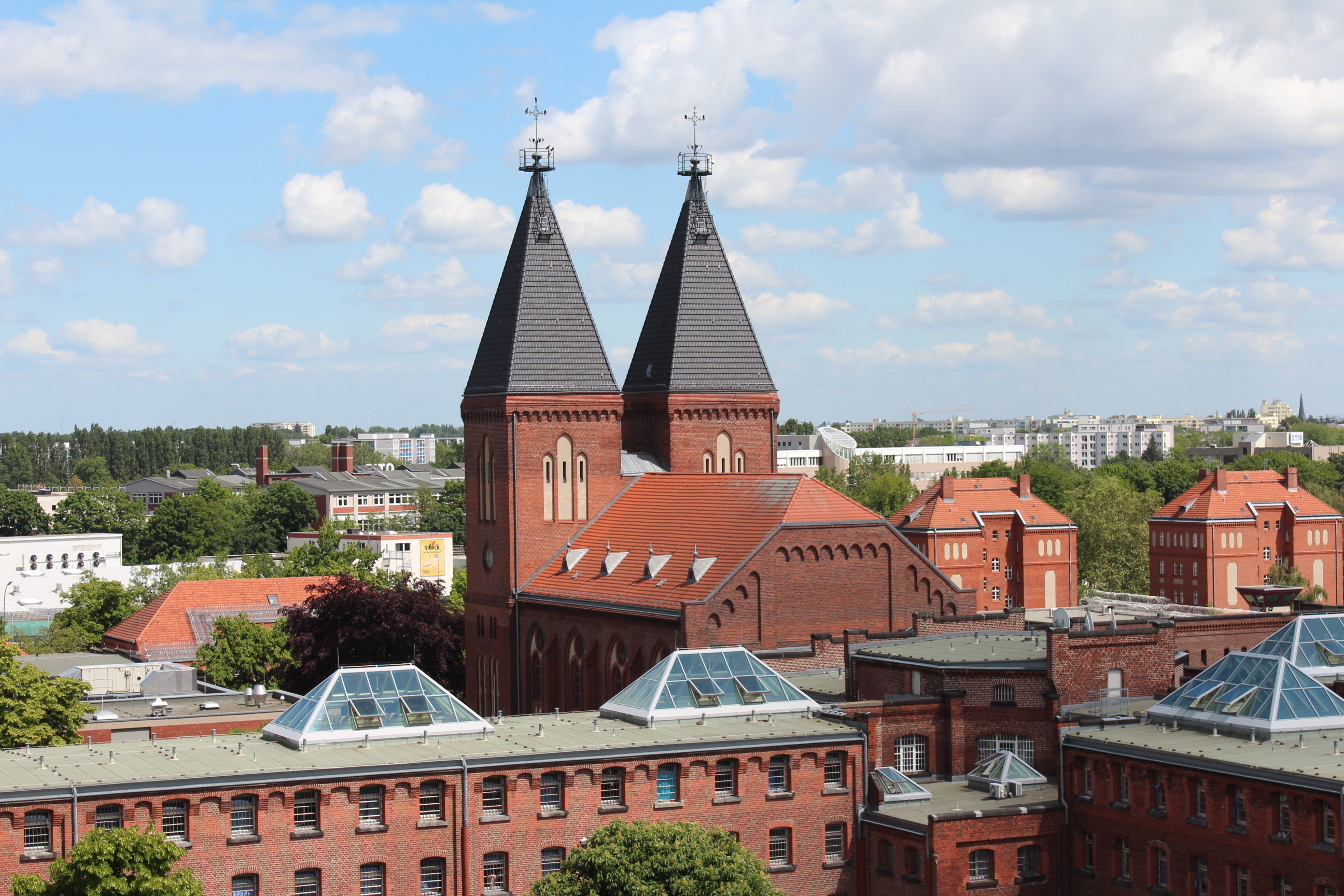
Gefängniskirche Tegel im Bereich der Teilanstalt II der Justizvollzugsanstalt Tegel

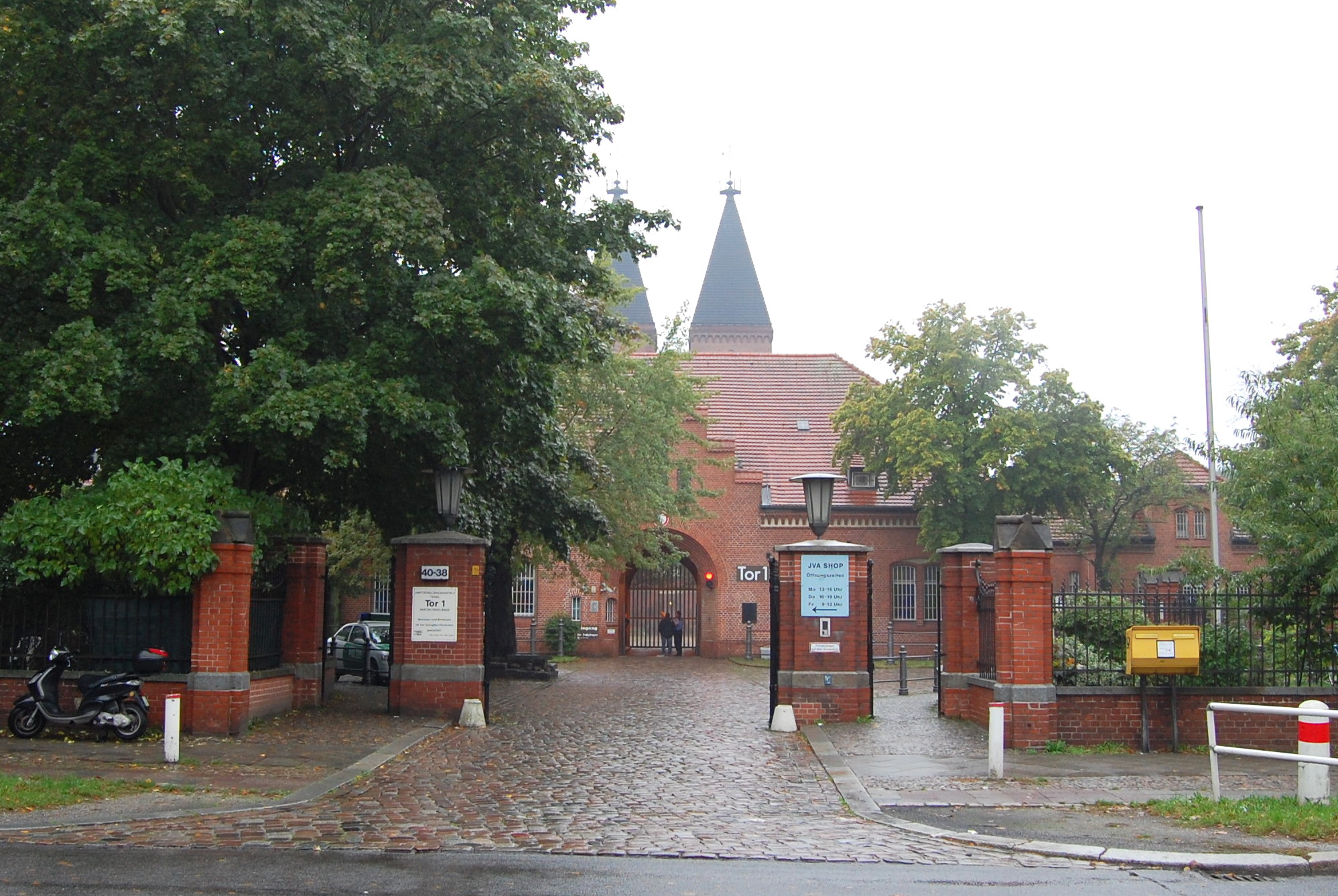
Tor 1, dahinter die beiden Kirchtürme

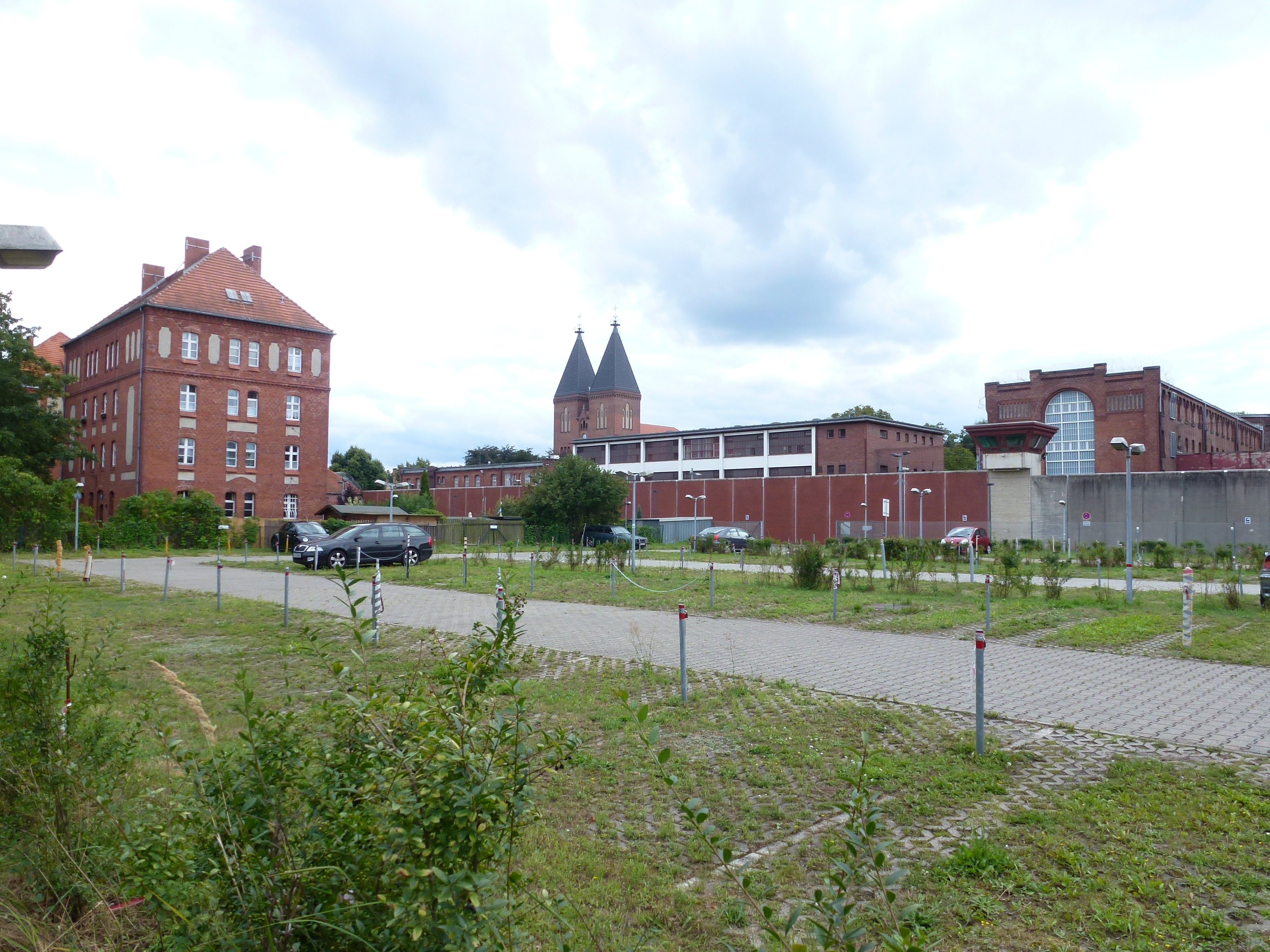
Die beiden Türme der Anstaltskirche sind weithin zu sehen.

Die Gefängniskirche Tegel – auch Kirche der Justizvollzugsanstalt Tegel („JVA Tegel“) sowie früher Anstaltskirche Tegel genannt – steht auf dem Gelände der Justizvollzugsanstalt im Berliner Ortsteil Tegel des Bezirks Reinickendorf in der Seidelstraße 39.
Das Gotteshaus besteht seit Eröffnung der Haftanstalt im Jahr 1898 und wird als Simultankirche für evangelische und katholische Gottesdienste genutzt. Es steht unter Denkmalschutz und ist nicht allgemein zugänglich.

## Geschichte
Die Kirche entstand zusammen mit dem Gefängnis und wurde 1898 eingeweiht. Sie war ursprünglich für die mehr als 1000 Häftlinge dimensioniert.

## Architektur und Ausstattung
Die im Stil der Neugotik gestaltete Kirche ist Bestandteil des alten, kreuzförmig angeordneten, historischen Zellentrakts. Mit ihren zwei Türmen ist sie weithin zu sehen. Die Türme waren einst Wasserspeicher beziehungsweise Wassertürme mit einem Fassungsvermögen von 2 × 75 Kubikmeter Wasser.
Der Kirchensaal befindet sich im zweiten Obergeschoss über dem Verwaltungstrakt an der Teilanstalt 2, einem der vier kreuzförmig angeordneten Flügel des Gefängnisbauwerks. Die fest verankerten Kirchenbänke sind aufsteigend angeordnet wie in einem Hörsaal, nach dem Grundsatz „Sehen und gesehen werden“. Als weitere Besonderheit ist die Kanzel in die Wand seitlich hinter dem Altar eingelassen, also vom Kirchenschiff aus nicht erreichbar.
Die Kirche blieb von Kriegsschäden verschont, so dass ihre originale Ausmalung, die – zumindest auf den ersten Blick – am Stil der Gründerzeit orientiert sein soll, erhalten geblieben ist. Ebenfalls aus der Entstehungszeit stammen die Holzdecke und die kleine, pneumatische Orgel.

## Gegenwart
Die seelsorgerische Betreuung in der JVA Tegel hat Tradition und wird von der evangelischen Landeskirche und dem römisch-katholischen Erzbistum Berlin wahrgenommen. Die Seelsorger bieten Einzelgespräche, Gruppenarbeit sowie Gottesdienste an und sind dabei für die Gefangenen und für die Bediensteten – unabhängig von der individuellen Glaubenszugehörigkeit – ein „äußerst wichtiger und integraler Bestandteil des Vollzuges“. Auch gibt es religiöse Angebote für Gefangene anderer Glaubensrichtungen wie etwa das wöchentliche Freitagsgebet für muslimische Gefangene, den 14-täglichen Cem-Gottesdienst für Gefangene alevitischen Glaubens, einen monatlichen russisch-orthodoxen Gottesdienst, ein monatliches Gruppenangebot für jüdische Gefangene sowie regelmäßige Einzelgesprächsangebote. Darüber hinaus besteht die Möglichkeit, jährlich wiederkehrende religiöse Feiertage in einem besonderen Rahmen zu begehen.

## Jubiläum im Jahr 2023
Anlässlich des 125-jährigen Jubiläums im Jahr 2023 sollte der Innenraum der unter Denkmalschutz stehenden Kirche nach denkmalrechtlichen Kriterien saniert werden. Vor allem sollten die Wandoberflächen an allen Innenseiten der Kirche restauratorisch überarbeitet werden. Dabei ging es darum, die unter dem derzeitigen Anstrich gefundenen und nach gutachterlicher Analyse vorhandenen sogenannten Bossen- oder floralen Wandmalereien an bestimmten Wandflächen wiederherzustellen. Die Arbeiten sollten bis Frühsommer 2023 abgeschlossen sein.

## Verschiedenes
- Für Dietrich Bonhoeffer war der Klang der Glocken der Gefängniskirche Tegel von Bedeutung: Während seiner Haft im Wehrmachtsuntersuchungsgefängnis Tegel schrieb er am Sonntag, dem 3. Juli 1943, seinen Eltern: „Wenn am Sonnabend abends um 6 Uhr die Glocken der Gefängniskirche zu läuten anfangen, dann ist das der schönste Augenblick, um nach Hause zu schreiben. Es ist merkwürdig, was für eine Gewalt die Glocken über den Menschen haben und wie eindringlich sie sein können. Es verbindet sich so vieles aus dem Leben mit ihnen (…) Es sind lauter gute Erinnerungen, von denen man auf einmal als von guten Geistern umgeben ist; als erstes sind es immer stille Sommerabende in Friedrichsbrunn, die mir gegenwärtig werden.“ Die guten Geister, die ihn umgeben, wurden im Advent 1944 in seinem wohl bekanntesten Text zu den „guten Mächten“, die ihn und seine Lieben treu und still umgeben.[4]
- Am 3. Juli 2009 war Günter Grass zu Gast in der Gefängniskirche Tegel. Er las aus seinem Werk Beim Häuten der Zwiebel, zeigte Aquarelle und beantwortete Fragen der zahlreich erschienenen Insassen.[5]